# فلوريان بفلوغلر
فلوريان بفلوغلر (بالألمانية: Florian Pflügler) هو لاعب كرة قدم ألماني في مركز الدفاع، ولد في 10 مارس 1992 في فرايزنغ في ألمانيا. لعب مع بايرن ميونخ 2.

## وصلات خارجية
- فلوريان بفلوغلر على موقع قاعدة بيانات كرة القدم.إي يو (الإنجليزية)
- فلوريان بفلوغلر على موقع بيانات كرة القدم. دي إي (الألمانية)
- فلوريان بفلوغلر على موقع Soccerway.com (الإنجليزية)
- فلوريان بفلوغلر على موقع عالم كرة القدم.نت (الإنجليزية)